# DRB 41
Паровоз BR 41 (Class 41) — стандартный грузовой паровоз (Einheitslok) использовавшийся Deutsche Reichsbahn и выпускавшийся в период 1937—1941 гг.

## История
В поисках нового быстрого грузового локомотива Deutsche Reichsbahn (DRG) в 1934 году было заинтересовано предложением от завода Berliner Maschinenbau (BMAG, ранее Louis Schwartzkopff) о разработке локомотива с осевой формулой 1-4-1. Проект, разработанный Фридрихом Вильгельмом Экхардтом (1892—1961), не соответствовал потребности DRG в локомотиве с осевой формулой 1-4-0, поскольку требуемую нагрузку на ось в 18 тонн легче реализовать на локомотиве с осевой формулой 1-4-1, чем с требуемой 1-4-0. Вскоре DRG согласилось с этим предложением, и BMAG было поручено разработать проект и выпустить два прототипа.
В январе 1937 года 2 прототипа — 41 001 и 41 002, были получены DRG. Прототипы показали высокую мощность, мягкость хода, и превосходное ускорение.
Паровоз серии 41 разрабатывался на принципах стандартного локомотива (Einheitslok), что было экономически выгодно за счет стандартизации деталей. Например, постройка локомотива с использованием частей от паровозов серий BR 03, BR 06 и BR 45 обходилась менее, чем в 10 000 Немецких марок. С октября 1938 года началось полномасштабное производство паровозов BR 41, заказанных уже переименованной в феврале 1937 г. Deutsche Reichsbahn (DRB). Все крупные заводы, производящие локомотивы, включая BMAG, Borsig, Krauss-Maffei, Krupp и другие, приступили к их постройке.
Начавшаяся война сдерживала постройку новых паровозов, и в январе 1941 года все заказы были отменены. 2 июня 1941 г. DRB был поставлен последний паровоз BR 41 с номером 41 352. Всего за 4 года было выпущено 366 локомотивов.